# Fritz Wotruba
Fritz Wotruba (Beč, 1907. – Beč, 1975.) bio je austrijski kipar i likovni umjetnik, poznat po svojim monumentalnim figurama pretpovijesnih i krajnje pojednostavljenih oblika.

## Životopis
Rođen je u Beču 1907. kao najmlađe od osmero djece u obitelji bohemijskog krojača Adolfa i majke Marie, podrijetlom Mađarice (rođ. Kocsi). Prema autobiografiji Eliasa Canettija, otac Adolf bio je alkoholičar i često tukao svoju djecu i suprugu. Najstariji brat bio je uhićen zbog neuspjele pljačke i ubijen u zatvoru »Stein« na Dunavu. Zbog kriminalne prošlosti trojice starije braće, Fritz je bio promatran od strane mjesne policije, što je kasnije ostavilo traga u njegovu ponašanju.